# ATI HyperMemory
ATI HyperMemory (HyperMemory или HM) — технология, разработанная американской компанией AMD, позволяющая использовать ОЗУ как часть или весь кадровый буфер видеокарт линейки Radeon и чипсетами материнских плат. Она опирается на скоростной обмен данными по двунаправленной шине PCI Express (x16 считается уже приемлемым). HyperMemory, по мере надобности, динамически использует необходимый объём ресурсов оперативной памяти. Это нерегулируемый пользователем процесс (автоматический). 
ATI представила свою технологию в сентябре 2004 г. (Nvidia, свою конкурирующую TurboCache, — в декабре). 

Система с учетом HyperMemory и без

Чтобы компенсировать медленность оперативной памяти по сравнению с видеопамятью, в видеокарту встраивают один или два чипа памяти фреймбуфера, связанные 32- или 64-битной шиной с GPU. Этот небольшой локальный кэш памяти используется для хранения наиболее часто используемых данных, в то время как остальные данные хранятся в RAM компьютера, что несколько устраняет изначально высокие задержки подключения к основной памяти. Этот метод скрыт от пользователя и он не может влиять на управление памятью.
Встроенная и оперативная память не всегда различаются пользователями, поэтому часто решения с использованием HyperMemory рекламируются как имеющие объём памяти 2Гб, в то время, как эта цифра на самом деле ссылается на потенциально используемый объем системной оперативной памяти.
HyperMemory технология была разработана для сокращения расходов, потому что аппаратные увеличение объема видеопамяти усложняет видеокарту и увеличивает её стоимость. Однако видеокарты с HyperMemory медленнее предлагающих более широкую шину памяти (128/256/512 бит) со встроенной памятью того же объема, что и выделенной с помощью HyperMemory.
Видеокарты с HyperMemory обычно имеют НМ или LE суффикс, подробнее см. Суффиксы видеокарт ATI.